# Reinhard W. Hoffmann

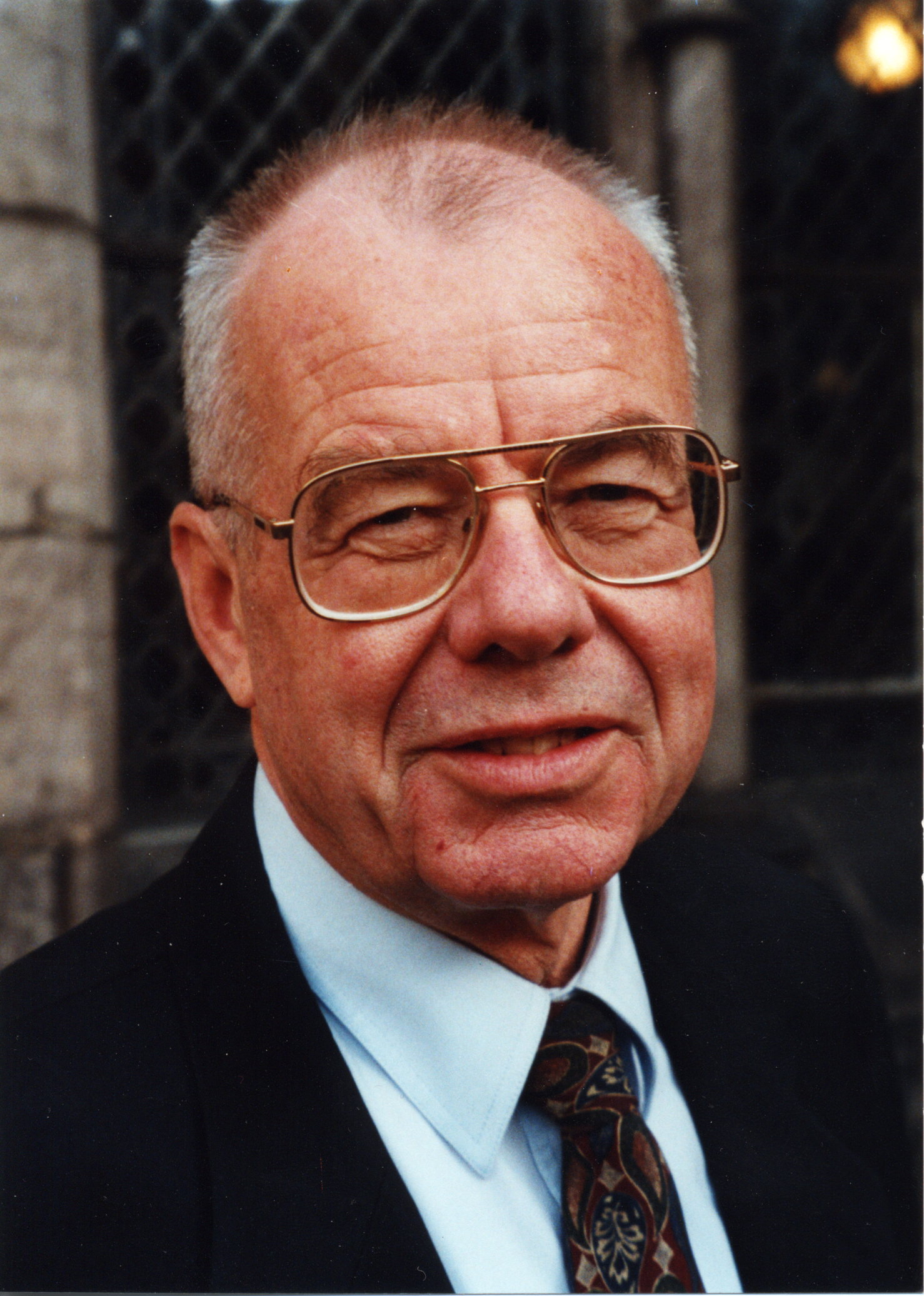
Reinhard W. Hoffmann

Reinhard W. Hoffmann (* 18. Juli 1933 in Würzburg) ist ein deutscher Chemiker und emeritierter Professor für Chemie.

## Leben
Reinhard W. Hoffmann wurde 1933 in Würzburg geboren. Er studierte Chemie an der Universität Bonn. 1958 wurde er dort promoviert, sein Doktorvater war Burckhardt Helferich. Nach zwei Jahren Postdoc-Aufenthalt an der Pennsylvania State University bei G. W. Brindley schloss er einen zweiten einjährigen Postdoc-Aufenthalt bei Georg Wittig an der Universität Heidelberg an. Im Jahr 1964 habilitierte er sich und wurde Diätendozent an der  Technischen Hochschule Darmstadt. 1970 wechselte er dann auf einen Lehrstuhl für organische Chemie an die Universität Marburg. Hoffmann erforschte die Entwicklung neuer Methoden zur stereoselektiven Verknüpfung von Kohlenstoff-Kohlenstoff-Bindungen. Anwendungen in der Naturstoffsynthese und stereoselektive Verknüpfungen von metallorganischen Verbindungen zählten dabei ebenso zu seinem Arbeitsgebiet. 1993 erhielt er die Liebig-Denkmünze der Gesellschaft Deutscher Chemiker.

## Publikationen (Auswahl)
- Carbene durch thermische Cycloeliminierung. In: Angewandte Chemie. Bd. 83, Nr. 16, 1971, S. 595–603, doi:10.1002/ange.19710831602. = Generation of Carbenes by Thermal Cycloelimination. In: Angewandte Chemie International Edition in English. Bd. 10, Nr. 8, 1971, S. 529–537, doi:10.1002/anie.197105291.
- Allylic 1,3-Strain as a Controlling Factor in Stereoselective Transformations. In: Chemical Reviews. Bd. 89, Nr. 8, 1989, S. 1841–1860, doi:10.1021/cr00098a009.
- Konformationsdesign offenkettiger Verbindungen. In: Angewandte Chemie. Bd. 112, Nr. 12, 2000, S. 2134–2150, doi:10.1002/1521-3757(20000616)112:12<2134::AID-ANGE2134>3.0.CO;2-V. = Conformation Design of Open-Chain Compounds. In: Angewandte Chemie International Edition in English. Bd. 39, Nr. 12, 2000, S. 2054–2070, doi:10.1002/1521-3773(20000616)39:12<2054::AID-ANIE2054>3.0.CO;2-Z.
- The quest for chiral Grignard reagents. In: Chemical Society Reviews. Bd. 32, 2003, S. 225–230, doi:10.1039/B300840C.
- Protecting-group-free synthesis. In: Synthesis. Nr. 21, 2006, S. 3531–3541, doi:10.1055/s-2006-950311.
- mit Timothy Newhouse und Phil S. Baran: The economies of synthesis. In: Chemical Society Reviews. Bd. 38, Nr. 11, 2009, S. 3010–3021, doi:10.1039/b821200g.
- Test on the Configurational Stability/Lability of Organolithium Compounds. In: Robert E. Gawley (Hrsg.): Stereochemical Aspects of Organolithium Compounds (= Topics in Stereochemistry. Bd. 26). Helvetica Chimica Acta, Zürich 2010, ISBN 978-3-906390-61-1, S. 165–188, doi:10.1002/9783906390628.ch5.
- Elemente der Syntheseplanung, Springer Spektrum 2006